# Marwan Hussein
Marwan Hussein Al-Ajeeli (26 de janeiro de 1992) é um futebolista profissional iraquiano que atua como atacante.

## Carreira
Marwan Hussein representou a Seleção Iraquiana de Futebol na Copa da Ásia de 2015.